# Aremonie
Die Aremonie (Aremonia agrimonoides), auch Nelkenwurz-Odermennig genannt, ist die einzige Art der Pflanzengattung Aremonia in der Unterfamilie der Rosoideae innerhalb der Familie der Rosengewächse (Rosaceae).

## Beschreibung

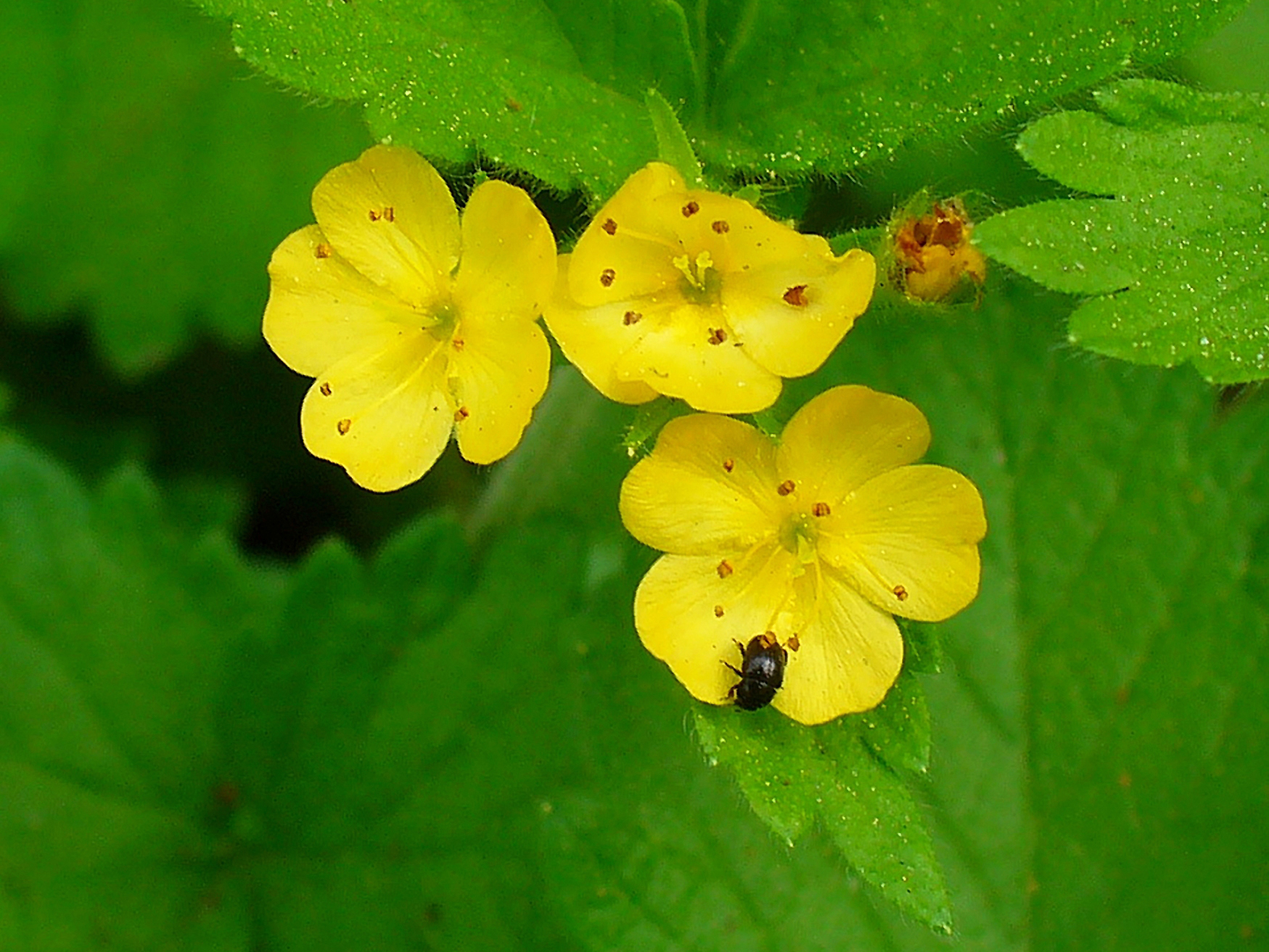
Fünfzählige Blüten

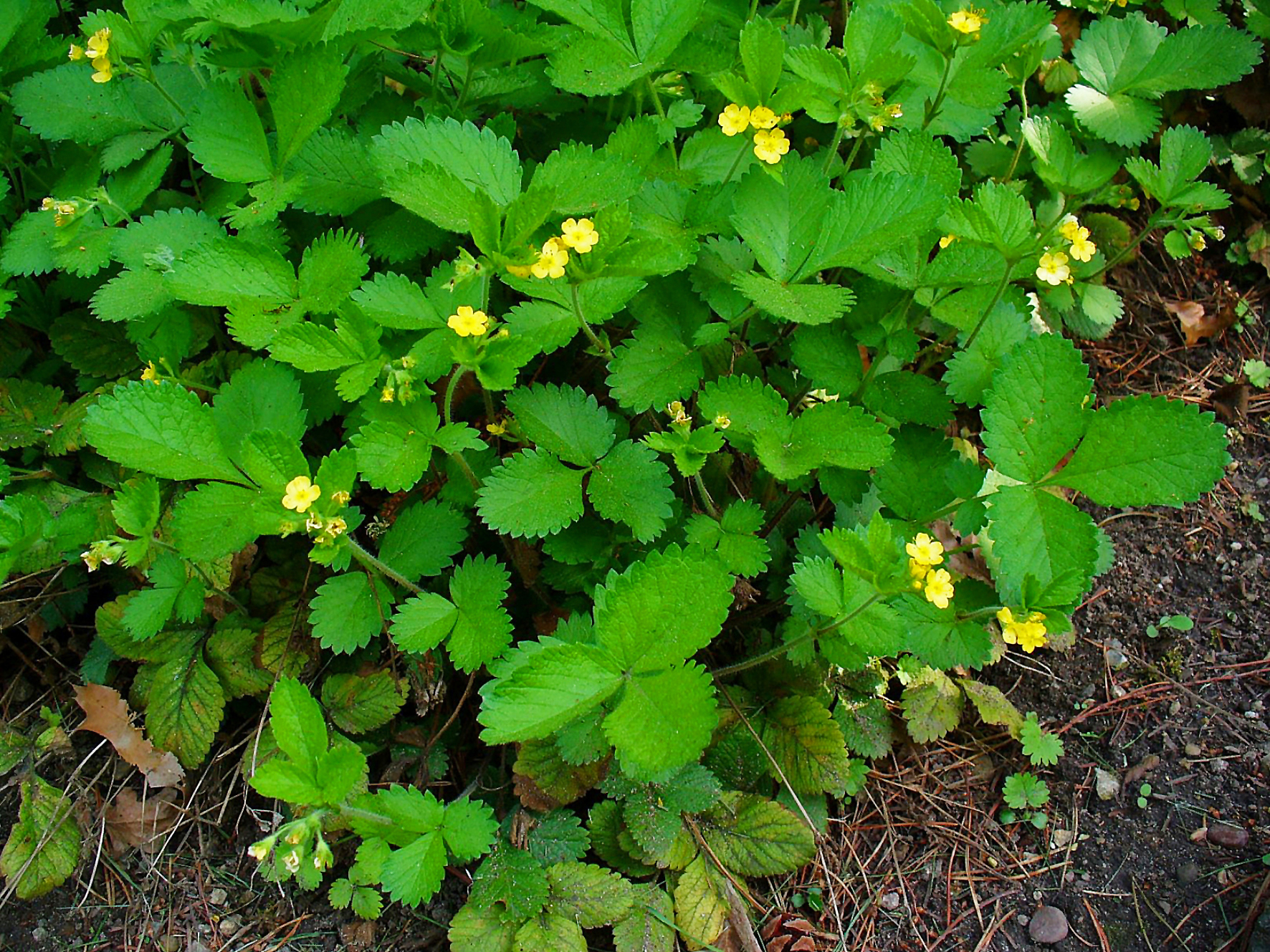
Aremonie (Aremonia agrimonoides)

Die Aremonie wächst als sommergrüne, ausdauernde krautige Pflanze und erreicht Wuchshöhen von meist 5 bis 40, selten bis zu 180 Zentimetern. Der bogig aufsteigende, unten meist rötliche Stängel ist im oberen Bereich nur mit langen Deckhaaren und zahlreichen Drüsenhaaren bedeckt, dadurch duftet die Pflanze zum Teil aromatisch.
Die Laubblätter befinden sich in einer grundständigen Blattrosette und es gibt am Stängel ein bis drei hochblattartige Blätter. Die grundständigen Laubblätter sind 10 bis 15 Zentimeter lang und unterbrochen gefiedert mit zwei bis vier Paaren von nach unten kleiner werdenden, ovalen, grob gezähnten Teilblättern und kleineren bis 5 Millimeter langen, meist ganzrandigen Zwischenblättchen. Die Stängelblätter sind meist dreiteilig. Die gefiederten Laubblätter sind (auf halber Steighöhe) 10 bis 30 Zentimeter lang und besitzen fünf bis neun, selten bis zu 13 größere und sechs bis zehn kleinere, unterseits grüne bis graugrüne, nie weißfilzige Fiederblättchen mit sechs bis 14 groben, spitzen Zahnpaaren.
Die Blütezeit erstreckt sich von Mai bis Juni. Drei bis fünf Blüten stehen in dichten traubigen Blütenständen zusammen. Die zwittrigen Blüten sind radiärsymmetrisch und fünfzählig. Die fünf freien, gelben Kronblätter sind bei einer Länge von 3 bis 4 Millimetern oval und oft etwas ausgerandet. Es sind zwei, vom Kelchbecher eingeschlossene, Fruchtknoten vorhanden.
Die Frucht enthält ein, selten zwei Samen. Die reife Frucht ist vom harten Innenkelch umschlossen, der den harten Außenkelch überragt. Die reife Frucht ist nur bis zur Hälfte gefurcht und trägt weit zurückgebogene Außenborsten.
Die Chromosomenzahl ist 2n = 42.

## Ökologie
Bei Aremonia agrimonoides handelt es sich um einen Hemikryptophyten.

## Vorkommen und Gefährdung
Die Aremonie ist eine ostsubmediterranes Florenelement. Das Verbreitungsgebiet erstreckt sich von Süd- und Mitteleuropa, Südwestdeutschland und Sizilien ostwärts bis Kleinasien. Ihr Hauptverbreitungsgebiet liegt in Süd- und Südosteuropa. In Mitteleuropa tritt sie am Alpensüdfuß selten, aber örtlich in individuenreichen Beständen auf, vereinzelt findet man sie bei Planegg in Bayern und am Hochrhein bei Dangstetten und Basel.
Sie besiedelt in Mitteleuropa lichte Stellen in Laubmischwäldern, vor allem an Wegen und an Waldrändern. Die Aremonie braucht etwas feuchte, zumindest kalkhaltige, wenn nicht kalkreichen Lehmböden mit kräftiger Humusbeimischung oder ausgeprägter Mullauflage. In Mitteleuropa kommt sie vor in Saum-Gesellschaften (Alliarion) des Verbands Carpinion. In Südosteuropa ist sie eine Art der Ordnung Quercetalia pubescentis.
Sie ist in der Roten Liste der gefährdeten Pflanzenarten Deutschlands von 1996 in Kategorie 3 = gefährdet eingetragen.